# Adam Zamenhof

Firma di Adam Zamenhof

Adam Zamenhof (Varsavia, 11 giugno 1888 – Palmiry, 29 gennaio 1940) è stato un medico ed esperantista polacco, figlio di Klara e Ludwik Lejzer Zamenhof, fratello di Lidia e Zofia.

## Biografia
Sposò Wanda Frenkel, da cui ebbe l'unico figlio Louis-Christophe Zaleski-Zamenhof.
Era medico del reparto oculistico dell'ospedale ebraico di Varsavia. Scrisse diverse opere sulla sua specializzazione.
Il 1º ottobre 1939 fu arrestato e inviato a Palmiry, dove il 29 gennaio 1940 fu fucilato. 

## Altre immagini

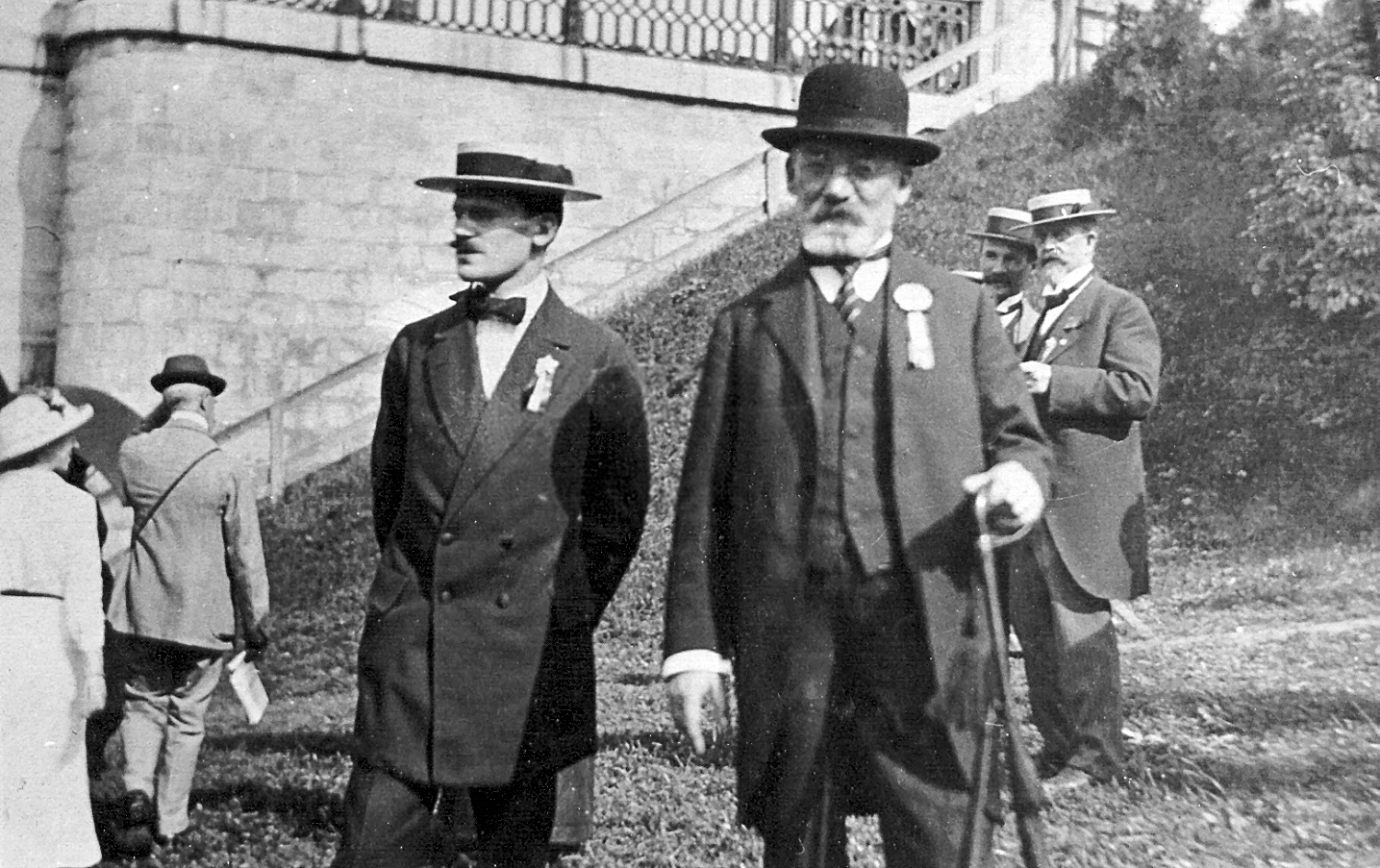
Adamo Zamenhof (a sinistra) con suo padre Ludwik durante il IX Congresso mondiale di esperanto, Berna 1913
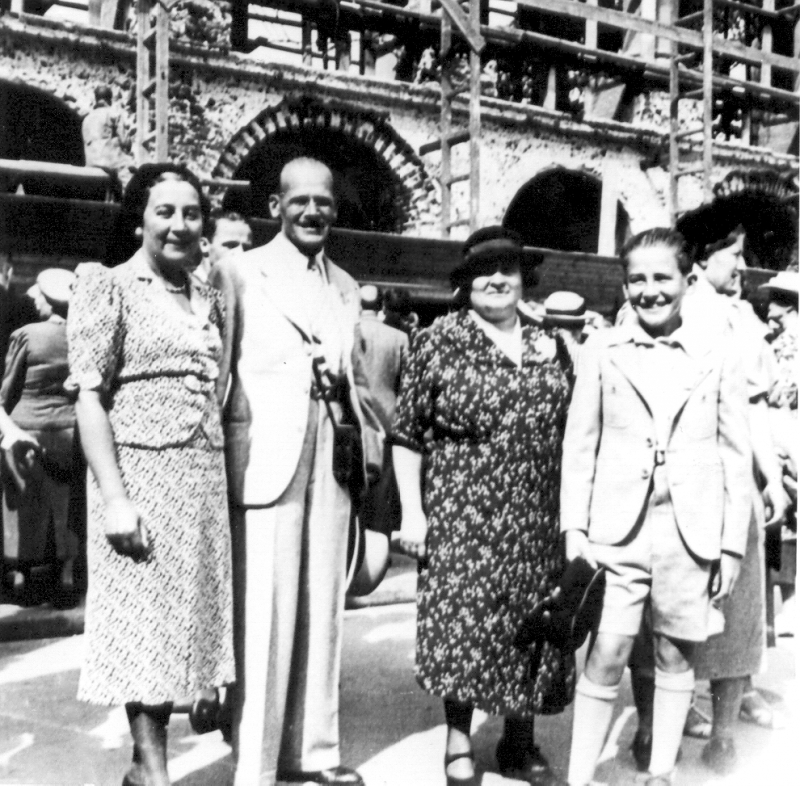
Nella foto, da sinistra: Wanda Zamenhof, Adamo Zamenhof e il figlio Louis-Christophe, c. 1935